# Os Pastores da Noite
Os Pastores da Noite é um romance de autoria do escritor brasileiro Jorge Amado, membro da Academia Brasileira de Letras, publicado em 1964. A história se passa na Bahia de Todos os Santos.
Escrito entre 1963 e 1964, Os Pastores da Noite reúne três narrativas diferentes onde os mesmos personagens se movem autónomos, e as histórias se podem ler independentemente. O cenário são as ruas antigas e as ladeiras de Salvador, o porto, os terreiros do candomblé e as rodas de capoeira, por onde diversos personagens e existências se vão cruzando, com as suas alegrias e angústias de vida. São criaturas da noite baiana, desamparadas e genuínas, descritas com paixão e vigor.

## Narrativas
- História Verdadeira do Casamento do Cabo Martim, com todos os seus detalhes, rica de acontecimentos e de surpresas ou Curió, o Romântico e as Desilusões do amor perjuro
- Intervalo para o Batizado de Felício, Filho de Massu e Benedita ou o Compadre de Ogum
- A Invasão do Morro do Mata Gato ou Os Amigos do Povo

## Personagens
- Cabo Martim - Martim José da Fonseca, o melhor jogador de cartas de baralho marcados com fama de mulherengo, recém-casado com Marialva
- Otália - prostituta de 16 anos recém-chegada ao castelo de Tibéria vindo de Bomfim, torna-se infeliz quando tem as malas roubadas
- Jesuíno Galo Doido - o velho de cabeleira grisalha, muito amante da cachaça. É orixá de candomblé.
- Marialva - perturbante esposa de Martim, de grande beleza,  faz tudo para o manter longe das más companhias. Tem um sinal preto no ombro.
- Dalva - amorosa amante do cabo Martim
- Pé-de-Vento - sempre acompanhado por uma ratinha branca amestrada, muito amante das mulatas legítimas
- Negro Massu - sujeito musculoso, levava a vida fazendo pequenos fretes
- Eduardo Ipicilone -
- Curió - sedutor camelô profissional, é irmão de santo de Martim, seu amigo de peito, se apaixona fácil. Tem olho pisado.
- Tibéria - mulata gorda de 60 anos, governa um negócio de prostituição no castelo como se fosse uma mãezinha
- Madame Beatriz - cartomante farsante
- Zico Cravo na Lapela - pai de muitos filhos pequenos.
- Dona Filó - vive da exploração dos 8 filhos de pais diferentes, desdentada, o retrato da pobreza.
- Jacó Galup - jornalista do jornal Gazeta de Salvador
- José Perez ou Pepe das Oitocentas - galego proprietário do Mata Gato
- Airton Melo - diretor do jornal Gazeta de Salvador
- Albuquerque - chefe da polícia que quer perseguir o jogo
- Otávio Lima - industrial e rei do jogo no Estado
- Alonso - dono do botequim

## Tradução
O livro foi traduzido para o francês pelo escritor belga Conrad Detrez.

## Adaptações
Um dos seus trechos - "Compadre de Ogum" - ganhou existência independente e foi adaptado para televisão e como parte de Os Pastores da Noite para o cinema.